# San Antonio Spurs 1984-1985
La stagione 1984-85 dei San Antonio Spurs fu la 9ª nella NBA per la franchigia.
I San Antonio Spurs arrivarono quarti nella Midwest Division della Western Conference con un record di 41-41. Nei play-off persero nel primo turno contro i Denver Nuggets.

## Classifica
| Squadra           | V  | P  | %    | GB |
| ----------------- | -- | -- | ---- | -- |
| Denver Nuggets    | 52 | 30 | 63,4 | -  |
| Houston Rockets   | 48 | 34 | 58,5 | 4  |
| Dallas Mavericks  | 44 | 38 | 53,7 | 8  |
| San Antonio Spurs | 41 | 41 | 50,0 | 11 |
| Utah Jazz         | 41 | 41 | 50,0 | 11 |
| Kansas City Kings | 31 | 51 | 37,8 | 21 |

## Roster
| N° | Naz.                   | Ruolo | Sportivo        | Anno | Alt. | Peso |
| -- | ---------------------- | ----- | --------------- | ---- | ---- | ---- |
| 00 | Stati Uniti (bandiera) | G     | Johnny Moore    | 1958 | 185  | 79   |
| 2  | Stati Uniti (bandiera) | GA    | Linton Townes   | 1959 | 201  | 86   |
| 4  | Stati Uniti (bandiera) | G     | John Paxson     | 1960 | 188  | 84   |
| 8  | Stati Uniti (bandiera) | AC    | Ozell Jones     | 1960 | 211  | 107  |
| 10 | Stati Uniti (bandiera) | G     | Ron Brewer      | 1955 | 193  | 82   |
| 11 | Stati Uniti (bandiera) | AC    | Fred Roberts    | 1960 | 208  | 99   |
| 20 | Stati Uniti (bandiera) | GA    | Gene Banks      | 1959 | 201  | 98   |
| 21 | Stati Uniti (bandiera) | G     | Alvin Robertson | 1962 | 191  | 84   |
| 22 | Stati Uniti (bandiera) | GA    | David Thirdkill | 1960 | 201  | 88   |
| 25 | Stati Uniti (bandiera) | GA    | Billy Knight    | 1952 | 198  | 88   |
| 31 | Stati Uniti (bandiera) | AC    | Mark McNamara   | 1959 | 211  | 109  |
| 32 | Stati Uniti (bandiera) | A     | Marc Iavaroni   | 1956 | 203  | 95   |
| 34 | Stati Uniti (bandiera) | A     | Mike Mitchell   | 1956 | 201  | 98   |
| 42 | Stati Uniti (bandiera) | AC    | Edgar Jones     | 1956 | 208  | 102  |
| 44 | Stati Uniti (bandiera) | GA    | George Gervin   | 1952 | 201  | 82   |
| 45 | Stati Uniti (bandiera) | AC    | Jeff Cook       | 1956 | 208  | 98   |
| 53 | Stati Uniti (bandiera) | C     | Artis Gilmore   | 1949 | 218  | 109  |

## Staff tecnico
- Allenatore: Cotton Fitzsimmons
- Vice-allenatori: Gary Fitzsimmons, Scotty Robertson